# نشان مقدس

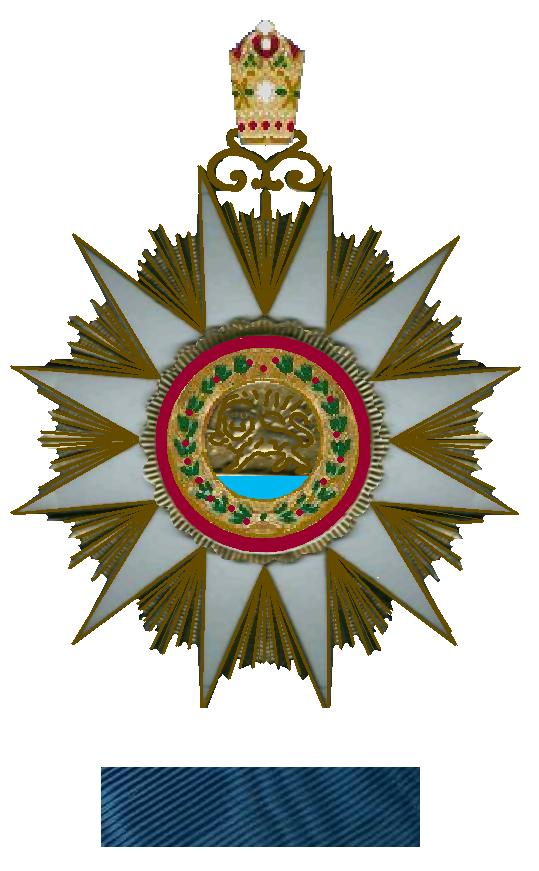
نشان مقدس.

نشان مقدس بالاترین نشان سلطنتی ایران در دوره قاجار بود.
این نشان بر روی پارچه‌ای سرمه‌ای حمل می‌شد. 
در میانهٔ این نشان نماد ملی ایران یعنی شیر و خورشید کار شده‌است و بر روی آن تاج الماس‌نشان پادشاهی قاجار نقش بسته‌است.
ستارهٔ زرین نشان، دوازده پرتو سپید دارد. پیشانی این نشان برخلاف دیگر نشان‌های قاجاری که سبزند به رنگ آبی روشن ساخته شده‌است.
سازندهٔ این نشان آرتوس برتراند در پاریس بود. 
نشان مقدس پس از پایان دودمان قاجار از اعتبار ساقط شد.